# Montgesoye
Montgesoye – miejscowość i gmina we Francji, w regionie Burgundia-Franche-Comté, w departamencie Doubs.
Według danych na rok 1990 gminę zamieszkiwało 408 osób, a gęstość zaludnienia wynosiła 37 osób/km² (wśród 1786 gmin Franche-Comté Montgesoye plasuje się na 371. miejscu pod względem liczby ludności, natomiast pod względem powierzchni na miejscu 380.).